# Bronzo arsenicale
Il bronzo arsenicale è una lega in cui l'arsenico viene aggiunto al rame come contrapposto ad, o in aggiunta ad altri metalli costituenti. L'uso di arsenico nel bronzo, come costituente secondario o insieme ad altro componente come lo stagno, dà come risultato un prodotto finale più robusto.
Poiché il minerale dal quale si ricava il rame è spesso contaminato naturalmente dall'arsenico, il termine "bronzo arsenicale" viene applicato generalmente soltanto a leghe che contengono abbastanza arsenico (superiore al 2-3%) da suggerire una sua inclusione intenzionale.
Poiché esso è più duro rispetto al solo rame, il bronzo arsenicale veniva utilizzato, durante l'antica età del bronzo, per armi e strumenti; per esempio, si trova in manufatti della Mezzaluna Fertile risalenti al IV e III millennio a.C. Era probabilmente usato poiché lo stagno (un comune componente del bronzo) era raro in molte regioni e doveva essere importato.
È stato proposto che le divinità-fabbro di varie culture (come la greca con il dio Efesto e Vulcano, il suo equivalente  romano, ma anche includendo divinità africane e scandinave) venissero raffigurate zoppe, poiché l'atrofia muscolare e la perdita di riflessi è indicativa dell'avvelenamento cronico dovuto all'arsenico.